# One Is Business, the Other Crime
One Is Business, the Other Crime è un cortometraggio muto del 1912 diretto da D.W. Griffith.

## Produzione
Il film fu prodotto dalla Biograph Company. Venne girato negli studi della Biograph in California nel febbraio 1912.

## Distribuzione
Distribuito dalla General Film Company, il film - un cortometraggio in una bobina - uscì nelle sale cinematografiche USA il 25 aprile 1912.
Copie della pellicola sono conservate negli archivi della Library of Congress e in quelli del Museum of Modern Art.